# Lacanche
Lacanche és un municipi francès, situat al departament de la Costa d'Or i a la regió de Borgonya - Franc Comtat. L'any 2007 tenia 613 habitants.

## Demografia

### Població
El 2007 la població de fet de Lacanche era de 613 persones. Hi havia 248 famílies, de les quals 68 eren unipersonals (44 homes vivint sols i 24 dones vivint soles), 72 parelles sense fills, 76 parelles amb fills i 32 famílies monoparentals amb fills.
La població ha evolucionat segons el següent gràfic:
Habitants censats

### Habitatges
El 2007 hi havia 309 habitatges, 255 eren l'habitatge principal de la família, 28 eren segones residències i 27 estaven desocupats. 257 eren cases i 52 eren apartaments. Dels 255 habitatges principals, 177 estaven ocupats pels seus propietaris, 69 estaven llogats i ocupats pels llogaters i 9 estaven cedits a títol gratuït; 1 tenia una cambra, 12 en tenien dues, 50 en tenien tres, 75 en tenien quatre i 117 en tenien cinc o més. 182 habitatges disposaven pel capbaix d'una plaça de pàrquing. A 142 habitatges hi havia un automòbil i a 80 n'hi havia dos o més.

### Piràmide de població
La piràmide de població per edats i sexe el 2009 era:
| Homes | Edats   | Dones |
| ----- | ------- | ----- |
| 0     | 95 o +  | 0     |
| 0     | 90 a 94 | 0     |
| 0     | 85 a 89 | 4     |
| 0     | 80 a 84 | 0     |
| 12    | 75 a 79 | 12    |
| 20    | 70 a 74 | 24    |
| 16    | 65 a 69 | 28    |
| 20    | 60 a 64 | 16    |
| 12    | 55 a 59 | 16    |
| 32    | 50 a 54 | 24    |
| 28    | 45 a 49 | 28    |
| 20    | 40 a 44 | 24    |
| 8     | 35 a 39 | 24    |
| 12    | 30 a 34 | 12    |
| 28    | 25 a 29 | 8     |
| 16    | 20 a 24 | 12    |
| 28    | 15 a 19 | 20    |
| 16    | 10 a 14 | 16    |
| 16    | 5 a 9   | 20    |
| 16    | 0 a 4   | 28    |

## Economia
El 2007 la població en edat de treballar era de 358 persones, 263 eren actives i 95 eren inactives. De les 263 persones actives 230 estaven ocupades (136 homes i 94 dones) i 33 estaven aturades (11 homes i 22 dones). De les 95 persones inactives 40 estaven jubilades, 15 estaven estudiant i 40 estaven classificades com a «altres inactius».

### Ingressos
El 2009 a Lacanche hi havia 266 unitats fiscals que integraven 620 persones, la mediana anual d'ingressos fiscals per persona era de 14.133 €.

### Activitats econòmiques
Dels 20 establiments que hi havia el 2007, 1 era d'una empresa de fabricació de material elèctric, 1 d'una empresa de fabricació d'elements pel transport, 2 d'empreses de fabricació d'altres productes industrials, 6 d'empreses de construcció, 2 d'empreses de comerç i reparació d'automòbils, 1 d'una empresa de transport, 2 d'empreses d'hostatgeria i restauració, 1 d'una empresa financera, 2 d'empreses immobiliàries i 2 d'entitats de l'administració pública.
Dels 9 establiments de servei als particulars que hi havia el 2009, 1 era una oficina de correu, 1 una oficina bancària, 1 guixaire pintor, 1 fusteria, 1 lampisteria, 2 electricistes, 1 restaurant i 1 agència immobiliària.
L'any 2000 a Lacanche hi havia 11 explotacions agrícoles que ocupaven un total de 395 hectàrees.

## Equipaments sanitaris i escolars
El 2009 hi havia 1 escola maternal i 1 escola elemental.

## Poblacions més properes
El següent diagrama mostra les poblacions més properes.